# Arne Cassel
Nils Arne Cassel, född 26 februari 1898 i Djursholm, död 6 december 1965, var en svensk konstnär, framförallt känd som porträttmålare.
Efter studentexamen 1916 sökte sig Arne Cassel in vid Konsthögskolan där han studerade 1917–1918 och 1923–1925 för Wilhelm Smith. Han fortsatte därefter studierna i Paris 1925–1926 vid Atelier Moderne. Under en Parisvistelse 1931 studerade han skulptur för Charles Despiau på Maison Watteau. I samband med hans femtioårsdag 1948 anordnades en retrospektiv utställning på Konstakademien.
Han undervisade vid Gerlesborgsskolan i Bohuslän i början på 1950-talet.
Han erhöll utnämning till Riddare 1:a klass av Kungl. Vasaorden (RVO1kl) år 1957.
Bland personer som han avbildade kan nämnas Karin Boye och Harry Martinson. Han är representerad bland annat vid Nationalmuseum, Göteborgs konstmuseum, Moderna museet, Kalmar konstmuseum  och Östersunds museum.
Arne Cassel var son till Gustav Cassel i släkten Cassel från Östergötland och Johanna Björnson Möller. Arne Casell var från 1937 gift med sin kusin Dagny Cassel. De är begravda på Djursholms begravningsplats.